# Polnische Eishockeyliga 1987/88
Die Saison 1987/88 war die 53. Spielzeit der polnischen Eishockeyliga, der höchsten polnischen Eishockeyspielklasse. Meister wurde zum insgesamt dritten Mal in der Vereinsgeschichte Polonia Bytom. ŁKS Łódź stieg in die 2. Liga ab.

## Modus
Zunächst verbrachten die zehn Mannschaften eine gemeinsame Hauptrunde. Die sechs bestplatzierten Mannschaften qualifizierten sich für die Finalrunde, deren Teilnehmer sich alle für die Playoffs qualifizierten, in denen der Meister ausgespielt wurde. Die übrigen vier Mannschaften bestritten eine Qualifikationsrunde, deren beiden Erstplatzierten sich ebenfalls für die Playoffs qualifizierten. Die beiden Letztplatzierten der Qualifikationsrunde trafen anschließend in der Relegation aufeinander. Die Ergebnisse aus der Hauptrunde wurden in die Final- bzw. Qualifikationsrunde übernommen. Für einen Sieg erhielt jede Mannschaft zwei Punkte, bei einem Unentschieden gab es einen Punkt und bei einer Niederlage null Punkte.

## Mannschaften
| Oświęcim |

| Tychy |

| Sosnowiec |

| Katowice |

| Gdańsk |

| Cracovia |

| Nowy Targ |

| Bytom |

| Łódź |

| Janów |

| Oświęcim |

| Tychy |

| Sosnowiec |

| Katowice |

| Gdańsk |

| Cracovia |

| Nowy Targ |

| Bytom |

| Łódź |

| Janów |

## Finalrunde
|    | Klub                | Sp | S  | U | N  | Tore    | Punkte |
| -- | ------------------- | -- | -- | - | -- | ------- | ------ |
| 1. | Polonia Bytom       | 28 | 23 | 5 | 0  | 168:66  | 51     |
| 2. | GKS Tychy           | 28 | 17 | 2 | 9  | 161:108 | 36     |
| 3. | Naprzód Janów       | 28 | 15 | 5 | 8  | 131:96  | 35     |
| 4. | Zagłębie Sosnowiec  | 28 | 14 | 3 | 11 | 105:94  | 31     |
| 5. | Podhale Nowy Targ   | 28 | 11 | 2 | 15 | 113:104 | 24     |
| 6. | Stoczniowiec Gdańsk | 28 | 8  | 5 | 15 | 84:140  | 21     |

Sp = Spiele, S = Siege, U = unentschieden, N = Niederlagen, OTS = Overtime-Siege, OTN = Overtime-Niederlage, SOS = Penalty-Siege, SON = Penalty-Niederlage

## Qualifikationsrunde
|     | Klub          | Sp | S  | U | N  | Tore    | Punkte |
| --- | ------------- | -- | -- | - | -- | ------- | ------ |
| 7.  | GKS Katowice  | 30 | 11 | 4 | 15 | 117:123 | 26     |
| 8.  | Unia Oświęcim | 30 | 10 | 5 | 15 | 107:152 | 25     |
| 9.  | ŁKS Łódź      | 30 | 8  | 5 | 17 | 95:173  | 21     |
| 10. | KS Cracovia   | 30 | 6  | 6 | 18 | 93:179  | 18     |

Sp = Spiele, S = Siege, U = unentschieden, N = Niederlagen, OTS = Overtime-Siege, OTN = Overtime-Niederlage, SOS = Penalty-Siege, SON = Penalty-Niederlage

## Playoffs

### Viertelfinale
- Polonia Bytom – Unia Oświęcim 2:0 (12:2, 7:2)
- Zagłębie Sosnowiec – Podhale Nowy Targ 2:0 (4:2, 4:3 n. P.)
- GKS Tychy – GKS Katowice 2:1 (4:0, 2:6, 6:1)
- Naprzód Janów – KS Cracovia 2:0 (4:3, 8:1)

### Halbfinale
- Polonia Bytom – Zagłębie Sosnowiec 2:1 (4:6, 5:2, 10:1)
- GKS Tychy – Naprzód Janów 2:1 (3:1, 5:6, 4:2)

### Finale
- Polonia Bytom – GKS Tychy 2:0 (5:2, 4:0)

## Platzierungsspiele

### Spiel um Platz 7
- Stoczniowiec Gdańsk – Unia Oświęcim 1:2 (7:6, 5:7, 1:4)

### Spiel um Platz 5
- Podhale Nowy Targ – GKS Katowice 2:0 (9:2, 6:2)

### Spiel um Platz 3
- Naprzód Janów – Zagłębie Sosnowiec 1:2 (3:2, 2:5, 2:3)

## Relegation
- ŁKS Łódź – KS Cracovia 0:4 (1:6, 1:9, 1:7, 1:4)